# Falu norra station

Falu norra station är en trafikplats på järnvägen mellan Falu centralstation och Grycksbo, vilken tidigare varit del av en längre bana (Se Falun-Rättvik-Mora Järnväg). Falun norra var belägen i centrala Falun, cirka en kilometer norr om dåvarande Falun södra, nuvarande centralstationen och hade signaturen Fna. Ursprungligen var trafikplatsen järnvägsstation. Den hade stationshus och var plats för persontågsuppehåll. Efter den tiden har Falun norra dock omklassats till linjeplats. I samband med renoveringen av banan inför dess återöppnande 2003, då den hade varit nedlagd i 15 år, togs den sista växeln bort vid platsen för Falun norra, varigenom den inte längre uppfyller linjeplatsdefinitionen. Likväl är den ännu klassad som sådan av Transportstyrelsen.

## Ritningar

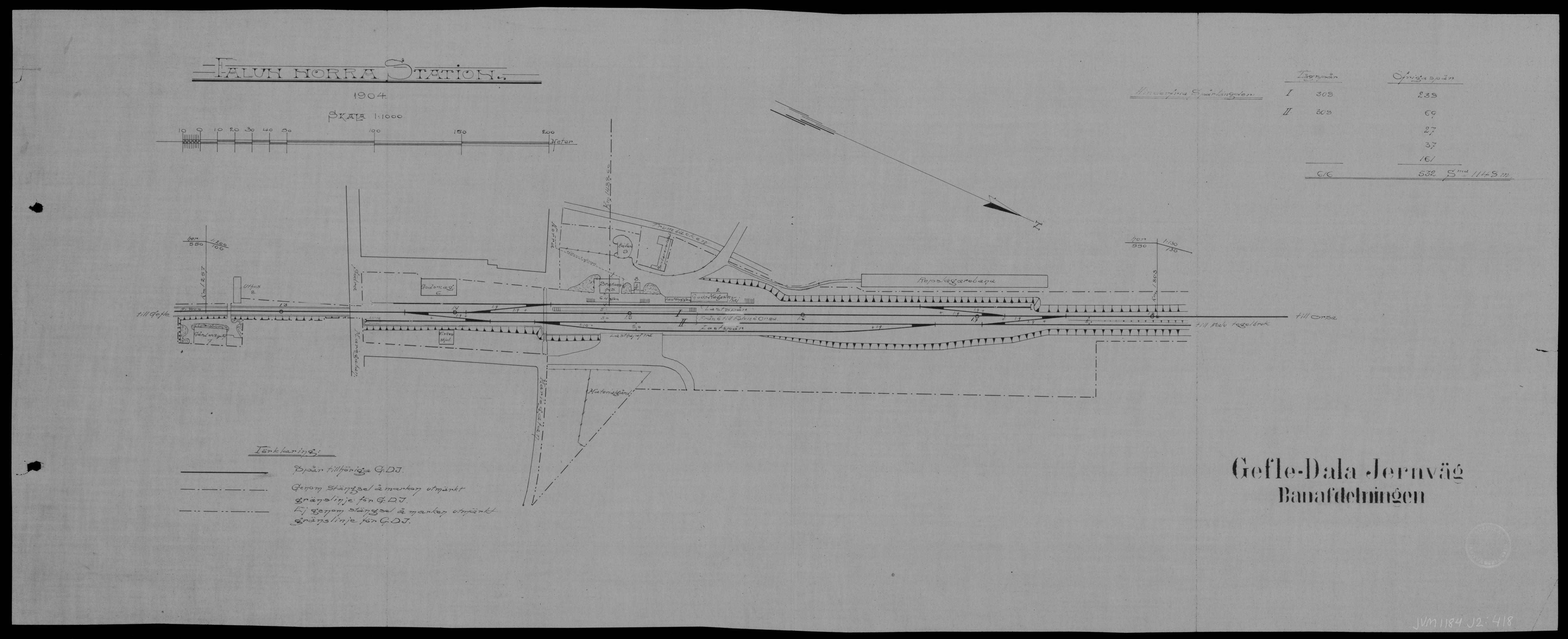
Falun norra station. Bangårdsritning 1904

## Bilder

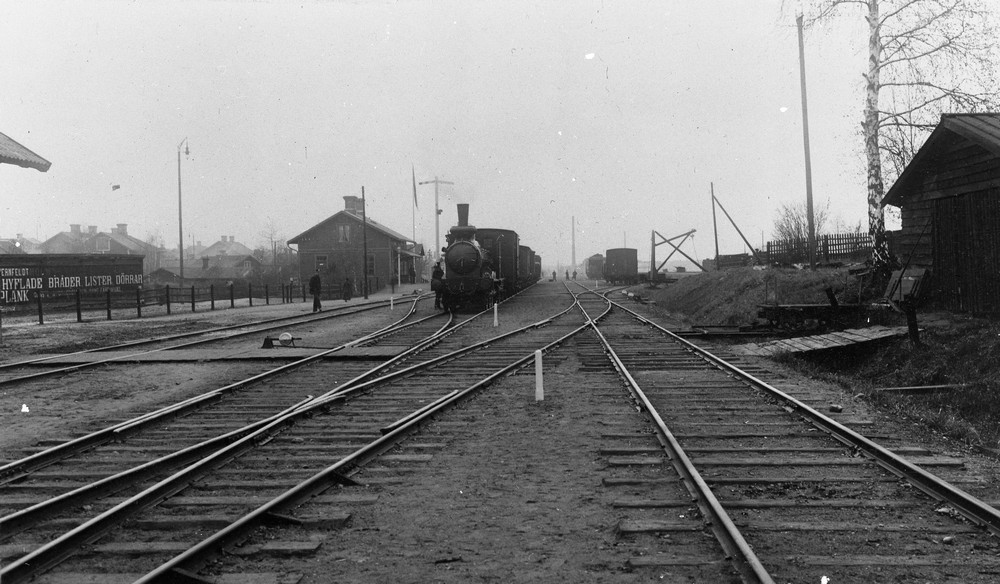
Falun norra 1903
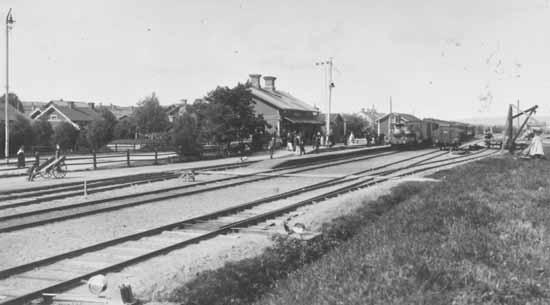
Falun norra 1904
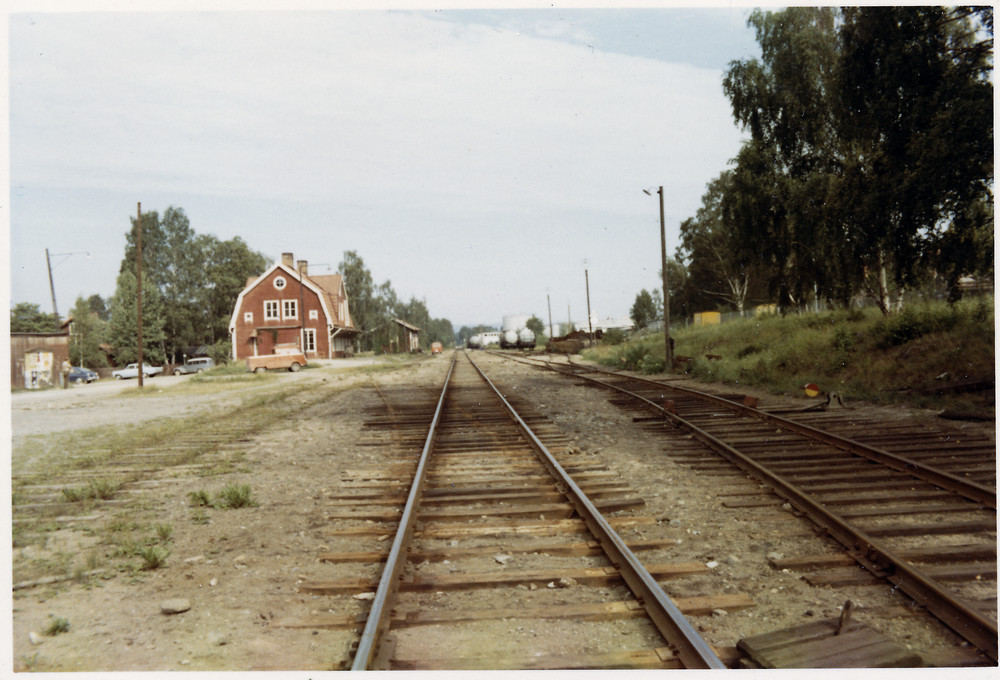
Falun norra 1970